# 新滑空水上コースターカワセミ
新滑空水上コースターカワセミ（しんかっくうすいじょうコースターカワセミ）は、東武動物公園にあるローラーコースター。

## 概要
同地に存在していたマウントロッキーコースターの後続機として2005年秋に企画検討が行われ、2007年2月から施工が開始。2008年2月20日に完成の上で東武動物公園に引き渡された後、同年3月2日に開業した。設計・製造はインタミン社。カワセミの飛行軌跡をモチーフとした流れるような旋回とアップダウンを特徴としたコースで、キャメルバックが連続し、体が宙に浮き上がるマイナスGを体感できる日本でも数少ないジェットコースターであり、全長からは想像のつかない乗り心地の良さとスリルを味わうことができる。
水上コースターとして池の上に建設されたことから、開業の1年前から久喜市内の消防署と救助方法などの議論検討を重ね、コース全体における事故に備えた設計設備を実現した。山の天辺で停止してしまった場合を想定して、はしご車が入れるスペースを確保し、全ての山にはしごがとどく様になっている一方で、谷で停止してしまった場合を想定して救助用の歩道が設置されるなど、今までのコースターとは全く違う面での設計施工となった。そのほか、万が一コースター引き上げに使用するワイヤーが切れても、ワイヤーが暴れないように輪留めするなど、安全面を重視している。